# Our Mother the Mountain
| Recensione              | Giudizio     |
| ----------------------- | ------------ |
| AllMusic                | [ 1 ]        |
| Sputnikmusic            | 4.5 (Superb) |
| Piero Scaruffi          | [ 3 ]        |
| Dizionario del Pop-Rock | [ 4 ]        |
| 24.000 dischi           | [ 5 ]        |

Our Mother the Mountain è il secondo album di Townes Van Zandt, pubblicato dalla Poppy Records nell'aprile del 1969. 
I brani del disco furono registrati a Los Angeles (California) e a Nashville (Tennessee).
Tra i pezzi dell'album da segnalare la reincisione di Tecumseh Valley, brano presente già nel primo LP.

## Tracce
Brani composti da Townes Van Zandt
Lato A
1. Be Here to Love Me – 2:36
2. Kathleen – 2:45
3. She Came and She Touched Me – 4:00
4. Like a Summer Thursday – 3:00
5. Our Mother the Mountain – 4:13
6. Second Lovers Song – 2:12

Lato B
1. St. John the Gambler – 3:02
2. Tecumseh Valley – 4:45
3. Snake Mountain Blues – 2:36
4. My Proud Mountains – 4:59
5. Why She's Acting This Way – 5:32

## Musicisti
- Townes Van Zandt - chitarra, voce
- David Cohen - chitarra
- Mike Deasy - chitarra
- James Burton - chitarra, dobro
- Charlie McCoy - chitarra, recorder, armonica, organo, basso
- Ben Bernay - armonica
- Don Randi - pianoforte
- Jules Jacob - flauto
- Chuck Domanico - basso
- Harvey Newmark - basso
- Lyle Ritz - basso
- Donald Frost - batteria
- John Clauden - batteria
- Donnie Owens - contractor

Note aggiuntive
- Jack Clement, Jim Malloy e Kevin Eggers - produttori
- Bergen White - arrangiamento strumenti a corda
- Registrazioni effettuate a Los Angeles (California) e Nashville (Tennessee)
- Charlie Talent - ingegnere delle registrazioni
- Milton Glaser - design album
- Allen Vogel - fotografie[8]